# ブリッツェン・ベンツ
ブリッツェン・ベンツ（Blitzen Benz ）は1909年にドイツのマンハイムBenz & Cieによって製造されたレーシングカーである。1910年に速度記録を樹立した。Blitzenとは、ドイツ語で「雷光」「閃光」を意味する。
空気力学を向上するために製造された6台の中の1台で行程容積21,504 cm3 (1,312.3 in3)、200 hp (149.1 kW) 直列4気筒エンジンを搭載したグランプリレース用自動車だった。
6台が製造された中の2台が現存して1台はメルセデス・ベンツが所有しており、もう1台はアメリカの収集家が保有する。
1909年11月9日にイギリスのブルックランズでフランス人レーサーのヴィクトル・エメリ（Victor Hémery）が操縦し1km以上の平均速度202.7キロメートル毎時 (126.0 mph)の自動車の速度記録を樹立した。1911年4月23日にはデイトナビーチでBob Burmanの運転で1マイル以上で平均228.1キロメートル毎時 (141.7 mph)の速度記録を樹立して1907年にグレン・カーチスが彼のカーチス V-8自動二輪による非公式の陸海空の絶対的な速度記録を破った。 Burmanの記録は1919年まで維持された。
1914年以降サーキットでの競争のために再組み立てされ、1923年に壊れるまで複数のレースに出場した。他の複数の車両は200hpを出した。